# 삼성 비홀드
삼성 비홀드(Samsung Behold, Samsung T919)은 삼성전자가 2008년 11월 7일에 출시한 휴대 전화이다.